# Zemědělská škola Ejn Kerem
Zemědělská škola Ejn Kerem (hebrejsky בית הספר החקלאי עין כרם‎, Bejt ha-sefer ha-chakla'i Ejn Kerem, v oficiálním přepisu do angličtiny En Karem-B.S.Haqla'i) je vzdělávací komplex a obec v Izraeli, v Jeruzalémském distriktu, v oblastní radě Mate Jehuda.

## Geografie
Leží v nadmořské výšce 572 m v Judských horách v údolí potoka Sorek, na východních svazích hory Har Cheret. Sorek je poblíž areálu školy přehrazen a nachází se zde umělé jezero Ma'agar Bejt Zajit.
Komplex se nachází 46 km od břehu Středozemního moře, přibližně 48 km jihovýchodně od centra Tel Avivu a 8 km západně od historického jádra Jeruzaléma, na okraji jehož souvisle zastavěného území leží. Zemědělskou školu Ejn Kerem obývají Židé, přičemž osídlení v tomto regionu je etnicky převážně židovské. 5 km severozápadně odtud leží ovšem město Abú Ghoš, které obývají izraelští Arabové.
Zemědělská škola Ejn Kerem je na dopravní síť napojena pomocí lokální silnice číslo 395.

## Dějiny
Zemědělská škola Ejn Kerem byla založena v roce 1952. Vznik komplexu iniciovala Rachel Jana'it Ben Cvi, manželka izraelského prezidenta Jicchaka Ben Cviho. Škola navazuje na židovskou vesnici Ejn Kerem (dnes součást Jeruzaléma).

## Demografie
K 31. prosinci 2014 zde žilo 161 lidí. Během roku 2014 populace stoupla o 9,5 %.
| Rok            | 1972 | 1983 | 1995 | 2001 | 2003 | 2004 | 20050 | 2006 | 2007 | 2008 | 2009 | 2010 | 2011 | 2012 | 2013 | 2014 |
| -------------- | ---- | ---- | ---- | ---- | ---- | ---- | ----- | ---- | ---- | ---- | ---- | ---- | ---- | ---- | ---- | ---- |
| Počet obyvatel | 144  | 212  | 183  | 170  | 166  | 163  | 157   | 158  | 162  | 164  | 86   | 74   | 81   | 147  | 147  | 161  |